# Municipio de Manchester (Dakota del Sur)
El municipio de Manchester (en inglés: Manchester Township) es un municipio ubicado en el condado de Kingsbury en el estado estadounidense de Dakota del Sur. En el año 2010 tenía una población de 66 habitantes y una densidad poblacional de 0,46 personas por km².

## Geografía
El municipio de Manchester se encuentra ubicado en las coordenadas 44°22′59″N 97°40′56″O / 44.38306, -97.68222. Según la Oficina del Censo de los Estados Unidos, el municipio tiene una superficie total de 144.19 km², de la cual 144,19 km² corresponden a tierra firme y (0 %) 0 km² es agua.

## Demografía
Según el censo de 2010, había 66 personas residiendo en el municipio de Manchester. La densidad de población era de 0,46 hab./km². De los 66 habitantes, el municipio de Manchester estaba compuesto por el 100 % blancos. Del total de la población el 0 % eran hispanos o latinos de cualquier raza.